# Lepidosaphes europae
Lepidosaphes europae är en insektsart som beskrevs av Mamet 1956. Lepidosaphes europae ingår i släktet Lepidosaphes och familjen pansarsköldlöss. Inga underarter finns listade i Catalogue of Life.